# 雖然我是注定沒落的貴族 閒來無事只好來深究魔法
《雖然我是注定沒落的貴族 閒來無事只好來深究魔法》是三木奈沙所撰寫的日本輕小說。2019年9月7日開始在成為小說家吧連載。
2020年2月起經ToBooks Novel發行實體書，卡波洽擔綱插圖。改編漫畫由秋咲理央擔任作畫。同年2月起於月刊《Comic Corona》開始連載。
2024年3月15日，宣佈將改編為電視動畫，由Studio Deen、Marvy Jack共同擔任動畫製作，2025年1月至3月播出。

## 故事簡介
平凡樸實的少年連恩，有一日他在慶祝宴會的會場中突然驚起，想起自己原本是現實世界的一名中年男子，剛下班回家喝著酒小酌一番，卻忽然失去意識，轉生成一個12歲男孩，他發現自己來到一個異世界，肉體身份已變成伯爵家的第五子。這個國家的貴族並非世襲罔替，每個貴族家在傳承三代後，若仍未立下功績，自第四代起就得取消爵位降為庶民。他的父親恰好是第三代當主，家族正面臨即將沒落的危機。在此困境下，連恩卻對魔法充滿著濃厚興趣，意外發覺自己擁有超群絕倫的魔法天賦，他在高深魔法造詣的老師指導下，魔法實力突飛猛進。他施展魔法更是富含創意與巧思，善於使用詭計迂迴擊倒各式強力魔物，讓人讚嘆稱奇。隨著時間推移，他已鍛鍊出大魔導士級別的魔法能力，身邊聚集了許多志同道合的同伴，於是決定在封印之地建城立鎮，堂而皇之建立起自己的國家。從注定沒落的貴族崛起為萬人景仰的君主，他翻轉了自己的命運，不僅使國家空前繁榮昌盛，還憑藉著強大的魔法實力震攝周邊強國，開啟了一段讓人驚嘆與畏懼交替的傳奇建國物語。

## 登場人物

### 主要角色
連恩·漢彌頓（聲：村瀨步）
連恩·拉頓王國的國王，漢彌頓伯爵家的五子，曾獲封為漢彌頓男爵。個性篤實敦厚。擁有超群絕倫的魔法天賦，他自己也對魔法抱持著濃厚興趣，對於世間萬物的運行原理懷有深切的好奇心。有一日他在某慶祝宴會的會場中突然驚起，想起自己原本是現實世界的一名中年男子，剛下班回家喝著酒小酌一番，卻忽然失去意識，轉生成一個12歲男孩。他發現自己來到一個異世界，肉體身份已變成伯爵家的第五子。
這個國家的貴族並非世襲罔替，每個貴族家在傳承三代後，若仍未立下功績，自第四代起就得取消爵位降為庶民。他的父親查爾斯恰好是第三代當主，正為自己家族即將被取消爵位一事而焦頭爛額，想盡辦法延續貴族爵位，卻只剩一個辦法，就是生下一個女兒圖謀與王室成親，藉此延續爵位。這場慶祝宴會就是他的側室剛生下女兒，讓他心中大為欣喜。伯爵家已經連續育有五個兒子，連恩身為第五子無特別出眾之處，他父親查爾斯自然也沒啥心思放在他身上，平時就受到父親的冷漠對待。
某次偶然的機會中，連恩驚訝地發現自己擁有非凡的魔法才能，這個世界的魔法是罕見的能力，通常只有在幾百人、幾千人之中才僅有一人得以學會，而連恩不僅具備這種天賦，還對魔法存有強烈的興趣，因而開始全心全意鑽研魔法。在這過程中，他遇到了一位魔法造詣極高的老師指導，更讓他的魔法實力突飛猛進，短短數月就掌握了上百種魔法。縱使是一般的攻擊魔法，他也能運用自如。在面對兩萬人的侵攻軍隊時，他僅以一套範圍攻擊魔法，即能瞬間造成八成人數的死傷，展現出令人震撼的魔法威能。
連恩掌握的魔法種類繁多、讓人目不暇給，他把這些魔法融會貫通靈活運用，不拘泥於固定模式，經常在腦海中迸發出各種創新發想。例如，在這個世界中，魔法的精通是依靠施術者的使用次數逐漸累積經驗值才能達成。然而，連恩獨創了一種能瞬間同時施放多個魔法的練功法，並結合由魔法精鍊而成的雷庫庫洛結晶，隨時補充魔力。藉助這些取巧的練功秘訣，讓他能在短時間內完成驚人的練習量，急劇提升自己的魔法經驗值，最終得以迅速精通此項魔法。相比其他人需要一年半載才能熟練的魔法，他僅需數天甚至幾小時就能掌握。隨著時間推移，他更發展出只憑腦中想像就能創造全新魔法的能力。
連恩在魔法的運用上富含著創意和巧思，善於使用詭計迂迴擊倒各式強力魔物，讓人讚嘆稱奇。當他面對擁有極高物理和魔法防禦力的大型魔物芋蟲時，一般的武器和魔法幾乎無法對其造成傷害。連恩索性拐個彎另闢蹊徑，先將一塊異常巨大的岩石裝入道具箱，隨後施法讓道具箱出現在芋蟲的正上方，再倒置道具箱，讓岩石隨重力自然墜下，岩石瞬間砸死了芋蟲。這種大型魔物往往需要大批獵人公會成員的通力合作才能成功討伐，而連恩卻能以如此輕鬆的方式解決。儘管他未習得殞石術，卻巧妙地利用創意製造出類似殞石術的效果，而且是純物理性的殞石攻擊。
在對付巨大青蛙魔物時，這種魔物在發怒時會使出大招，先將身體整個膨脹，隨後釋放出大量電流，將方圓百公尺內的所有生物瞬間電斃。連恩卻在這關鍵時刻施展異空間魔法，先藏匿於異空間躲避電流。待青蛙釋放完致命電流後，再現身對氣力放盡的青蛙給予致命一擊。一般而言，面對這種極高難度的青蛙魔物，通常需要先集結大量魔法師，以上級攻擊魔法在短時間內對其造成大量傷害，趁牠尚未放電前將其迅速擊殺。而連恩卻能想到先躲入異空間避開致命電流，並在魔物筋疲力竭時迅速反擊，這種巧妙的解決方式，充分展現出他的創意與機靈。
連恩在艷福際遇上也毫不遜色。他所身處的世界不僅能役使魔物，甚至可以役使一般人類，將其轉化為自己的使魔。人類或魔物被役使後，不僅會獲得回春效果，生物外觀也會隨之發生明顯變化。這種改變能使他們回復到肉體的最佳狀態，人類能據此覺醒特殊技能，魔物則能進化為更高階的物種，整體能力也隨之大幅提升。連恩陸續役使了獵人公會的女同伴、美熟女、小妖精、女人狼，甚至男巨人。這些生物經過轉化後，均變成風姿綽約的美女，並且成為他的後宮陣容成員。而男巨人則變成一位中年大叔，一起併入陣容。
隨著時間的推移，連恩已鍛鍊出大魔導士級別的魔法能力，並吸引了許多志同道合的同伴聚集在身邊。他因此決定在魔龍拉頓的封印之地建城立鎮，堂而皇之地創立自己的國家。從一個注定沒落的貴族，到萬人景仰的君主，他成功翻轉了自己的命運。不僅使國家空前繁榮昌盛，還憑藉著強大的魔法實力震懾周邊強國。周圍的三個大國紛紛派遣王女入侍求親，而這三位王女也都對他傾心愛慕，無形中加深了他的後宮深度。甚至連拉頓這樣令人畏懼的魔龍，竟然也化為幼女體態加入了這個陣容。更有甚者的是，連男巨人也位處此陣容裡面，充分顯見其男女通吃、多元成家的包容力與魅力。
艾絲娜·水刃（Asuna Aquage，聲：戶松遙）
獵人公會的成員，與連恩一起狩獵的同伴。個性開朗活潑，喜歡參與各種新奇有趣的活動。擅長使用雙刀進行接近戰。由於接近戰在狩獵魔物時風險過高，她雖然轉而改用弓箭進行遠距攻擊，但對於拉弓射箭卻不太擅長。她的家族在十代之前也曾經是貴族。在獵人公會會長的介紹下，她與連恩共同組隊狩獵各式魔物，自此與連恩結下深厚的羈絆。在組隊狩獵過程中，艾絲娜展現出敏捷矯健的身手，經常充當誘餌來引導魔物朝她移動，為連恩製造施展魔法的空檔間隙，一舉成功擊殺目標魔物，兩人展現出心有靈犀的絕佳默契。
由於艾絲娜的實力逐漸無法跟上連恩的成長步伐，她接受獵人公會會長的提議，與連恩締結從屬契約，自此成為他的使魔。人類被役使後，不僅會獲得回春效果，生物外觀也會隨之發生明顯變化。這種改變能使他們回復到肉體的最佳狀態，人類能據此覺醒特殊技能，整體能力也隨之大幅提升。成為連恩的使魔後，艾絲娜覺醒了「高速之星」技能，能以極其迅捷的速度進行移動。她的外表也產生驚人的轉變，不僅胸部顯得豐盈飽滿、腰部曲線愈加纖細，連容貌也變得更為俏麗動人。艾絲娜成為連恩的首位後宮成員。
朱蒂（Jodi，聲：早見沙織）
獵人公會的成員。個性聰慧靈敏。擁有極為豐富的狩獵魔物經驗，精通弓術，在獵人公會內有著非常深厚的人脈。許多獵人都曾受到她的提攜照顧，因而對她十分敬重。她是年紀已經超過四十的美熟女。艾絲娜仰慕她的狩獵經驗，懇切地邀請她加入連恩的狩獵隊伍。在艾絲娜的引薦下，朱蒂也選擇與連恩締結了從屬契約，自此成為他的使魔。人類被役使後，不僅會獲得回春效果，生物外觀也會隨之發生明顯變化。這種改變能使他們回復到肉體的最佳狀態，人類能據此覺醒特殊技能，整體能力也隨之大幅提升。
朱蒂成為連恩的使魔後，覺醒了「回復」技能，使得她所烹飪的食物具備著神奇治療效果，傷者只要吃下就能瞬間治癒傷口。更令人驚奇的是，締結從屬契約後，朱蒂的容貌從原本的四十餘歲驟然回春，轉瞬之間變為十餘歲左右，與艾絲娜相仿的年紀，並且展露出溫和文雅的美少女氣質。獵人公會眾人見到她的外表變化無不目瞪口呆，因為朱蒂回春前後的外貌差異實在過於顯著。朱蒂也成為連恩的第二位後宮成員。
史嘉蕾·雪莉·夏米爾（Scarlet Sherry Jamil，聲：伊藤靜）
夏米爾王國第一王女。個性嚴謹莊重。具備敏銳觀察力和卓越行動力，舉手投足間散發著高雅的王族氣質。雖然貴為王族，她待人卻十分親切友善，擅長以柔軟的身段協調各種事務。與連恩初次見面時，她為求更直接了解連恩，特地偽裝成女僕在一旁觀察。當她發現連恩以夥伴不是展示品為由，拒絕讓身旁同伴特意在王族面前示範技能，對他的人品留下了深刻的印象。史嘉蕾非常看好連恩的未來發展潛力，特意將其晉封為男爵加以拉攏。
夏米爾王國自古流傳著一段傳說，相傳在世界終焉之日，人類將在瀕臨滅亡時獲得拯救，並被引導至新的樂園，而那個樂園就是約束之地。在連恩受到魔龍拉頓的附身加持後，某次機緣巧合下，連恩帶著史嘉蕾來到封印之地。就在此時，史嘉蕾的戒指「宿命之鑰」突然與連恩右手背的龍紋產生了共鳴，甚至讓整個封印之地猛然浮空，這才揭示出一個事實，原來傳說中的約束之地正是封印之地，兩者僅是稱呼上的不同。
目睹如此神奇玄妙的景象後，史嘉蕾單膝跪地，懇請連恩在此地建立國家，並自此以連恩為主人，主動對他表明忠誠、宣誓效忠。史嘉蕾與連恩的關係也因此徹底改變，原本她身為王女居於主位，而連恩則是臣屬，然而從此刻起，主從地位完全逆轉，連恩成為她心中的主人，而她則全心效忠於連恩。史嘉蕾看到連恩施放魔法時，為其英姿颯爽、氣宇非凡的樣貌而怦然心動，自此深獲她的芳心暗許。
史嘉蕾的母親家系承繼著龍之血，這一血脈世代通婚於夏米爾王族，使她自詡為龍血後裔。她對約束之地主人連恩極為推崇，並渴望留在他身邊奉侍。鑒於夏米爾王族對連恩的領地仍懷有併吞野心，她暗中蒐集宮廷內部的情報，並暗中透露給連恩，提醒他戒備留意。夏米爾王國似乎正策劃某種計謀，表面上以和緩連恩·拉頓王國之間的關係為由，尋求兩國建立同盟，甚至提議將史嘉蕾作為和親對象，要把她嫁給連恩。他們背地裡卻悄然集結兩萬大軍突襲連恩領地，最終遭到連恩的沉重打擊慘敗而歸。此事件過後，夏米爾王國又再度舊事重提，仍然提出要把史嘉蕾嫁給連恩，讓兩國重歸於好。
拉頓（Radon，聲：（魔龍態）杉田智和、（幼女態）釘宮理惠）
魔龍拉頓。個性傲嬌靦腆。擁有強大無比的力量，精通至今仍鮮為人知的神聖魔法。她是上古時代的傳說魔龍，當初三龍戰爭的勝利者，與夏米爾王國的建國者關係深厚，卻不知何故被王國封印，為本作的一個謎團。不僅拉頓本身強大無比，她的子嗣幼龍同樣具備驚人實力，每一隻幼龍均能輕易殲滅整個獵人公會的所有成員。在拉頓被王國封印於某片樹林後，當地計有三隻幼龍守護在側。由於伯爵長子亞爾普列彼托極欲獲取功績，擅自解開拉頓封印，三隻幼龍隨即現身，使得討伐隊大批人員嚴重受傷。所幸連恩及時趕到，憑藉異空間魔法將這三隻幼龍困入其中並徹底消滅，才總算化解了整場危機。
拉頓自古以來就默默守護著一塊神秘的封印之地，對於當初三龍戰爭的真相、以及她為何守護封印之地的原因，卻始終守口如瓶。每當連恩詢問相關細節，她總是刻意轉移話題含糊帶過。自與連恩相遇後，拉頓對他極為傾慕欣賞，認為連恩身軀雖小，卻有著龐大的靈魂，她想陪伴在連恩身邊，見證他精彩有趣的人生。為此拉頓不僅賦予連恩右手背的龍紋力量，讓連恩的魔力倍增，她甚至自己也一併附身於連恩體內。
起初眾人並不清楚拉頓的真實性別，因為她總是以男性的聲音出現在連恩的意識中，與其相互交談。隨著時間推移，有一日她突然以少女之姿現身外界，身穿一套小學生風格的吊帶裙，這才讓眾人知曉她其實是女性。自此之後，拉頓才將聲音改為女性聲調，並且在後續各種場合均以這副幼女體態亮相。
蕾娜（Reina，聲：宮本侑芽）
連恩·拉頓王國的迎賓女僕，精靈族的美少女。個性溫柔婉約、嫻靜可人。她原本是小巧纖細的皮克希妖精，型體僅為嬰兒般的大小。皮克希妖精尊稱拉頓為神龍大人，把拉頓奉為神明，她們的翅膀向來是製作魔道具的珍稀材料，這也使得皮克希妖精成為人類的目標，經常遭到人類無情地圍獵抓捕，若未善加保護的話，她們的族群很可能面臨滅絕的危機。
她們與連恩締結從屬契約後，不僅會獲得回春效果，生物外觀也會隨之發生明顯變化。這種改變能使他們回復到肉體的最佳狀態，魔物能據此進化為更高階的物種，整體能力也隨之大幅提升。皮克希妖精被使役才得以進化成艾芙，外表樣貌已與人類幾乎無異，但失去了翅膀，通常被歸類為亞人的精靈族。精靈族的特點為，出生後僅需數年時間，即可成長到相當於人類十多歲的模樣，自此青春永駐，外貌絲毫不會衰老，可以維持這樣的外貌狀態達數百年，直到生理器官逐漸衰竭而自然死亡為止。艾芙這個精靈種族天生自帶清新脫俗的美麗外貌，無一例外。
連恩在拉頓的請託下，專程前來保護皮克希妖精族，將她們逐一使魔化，同時替每位精靈命名。蕾娜原本是一隻皮克希妖精，進化為艾芙後，連恩任命她擔任艾芙族的族群首領，並且把她們整個族群遷至新成立的連恩·拉頓王國，在王國的庇護下安心生活。艾芙族之後在王國裡，負責擔任接待各國貴客的迎賓女僕。
克莉絲（Chris，聲：岡咲美保）
連恩·拉頓王國的住民，人狼族的美少女。個性衝動直率。性格卻像野豬般突衝猛進。擅長踢技與體術，身手非常矯健靈活。她原本是型體高大結實的狼人，與連恩締結從屬契約後，不僅會獲得回春效果，生物外觀也會隨之發生明顯變化。這種改變能使他們回復到肉體的最佳狀態，魔物能據此進化為更高階的物種，整體能力也隨之大幅提升。狼人被使役才得以進化成人狼，外表樣貌已與人類幾乎無異，身體不再披覆著獸毛，取而代之的是光滑的肌膚，以及一對小巧可愛的獸耳。
封印之地又被稱為加萊爾峽谷，地理位置緊鄰周圍三個強國，原本受到拉頓力量的影響，隱藏了這塊土地，使該地的地形地貌幻化為險峻的峭壁峽谷。然而，隨著封印的解除，封印之地的豐富資源引來了周邊三國的覬覦。不僅頻繁派遣斥候進行偵查，甚至還萌生併吞此地的野心。狼人族當初在拉頓的委託下，自古以來持續地守護著封印之地。當連恩一行人前來此地建城立鎮時，狼人族誤以為他們是入侵者，雙方因而爆發了激烈衝突。連恩以武力平息彼此誤會，邀請他們遷至新建立的連恩·拉頓王國，在王國的庇護下安心生活，並將他們逐一使魔化，同時替每位人狼命名。
克莉絲原本是一隻狼人，進化為人狼後，連恩任命她擔任人狼族的族群首領。人狼族之後在王國裡，負責擔任狩獵工作，確保居民保有穩定的食材來源，人狼族具備敏捷的運動性、強大的攻擊力，除了進行日常打獵作業外，還同時肩負著巡視領地的職責。克莉絲與同為後宮成員的男巨人蓋伊之間，彼此存在著強烈的競爭心理，兩人時常在連恩面前爭強鬥勝，比拼武技的高低，甚至不時鬧出爭風吃醋的場面。
蓋伊（聲：三宅健太）
連恩·拉頓王國的住民，巨人族的中年大叔。個性質樸憨厚。擅長拳術與棍棒打擊，擁有非常強韌結實的肉體，不僅身體防禦力極高，力氣也大得驚人。他原本是型體壯碩可達三公尺高的巨魔，巨魔族群的性格各異，有的巨魔脾氣暴躁，有的則憨厚善良。與連恩締結從屬契約後，不僅會獲得回春效果，生物外觀也會隨之發生明顯變化。這種改變能使他們回復到肉體的最佳狀態，魔物能據此進化為更高階的物種，整體能力也隨之大幅提升。巨魔被使役才得以進化成巨人，外表樣貌已與人類幾乎無異，看起來就像一位健壯的人類中年大叔，但擁有遠超常人的力量。
巨魔族原本棲息於封印之地周邊的礦場，但隨著封印解除，周圍三大國派遣斥候頻繁進入此地，對巨魔族的生存造成了威脅。為了保護他們的安全，連恩展現武力使巨魔族臣服，邀請他們遷至新建立的連恩·拉頓王國，在王國的庇護下安心生活，並將他們逐一使魔化，同時替每位巨人命名。
蓋伊原本是一隻巨魔，進化為巨人後，連恩任命他擔任巨人族的族群首領。巨人族之後在王國裡，負責擔任巡邏警戒工作，維持領地內的治安，他們能有效驅逐任何外來入侵者，巨人族具備充沛的強大力量、驚人的攻擊力，還同時肩負著採礦、資材運輸等需要輸出力氣的體力工作。蓋伊經常在需要搞笑或緩和氣氛的場景中登場，擔當逗趣的甘草角色，他是連恩後宮裡非常突兀的存在，極具個人特色。後宮裡個個美女如雲、風姿綽約，如今卻多了一個男巨人在旁陪襯，顯見其男女通吃、多元成家的包容力。
芙蘿拉
帕爾塔公國的王女，亦是該國大公的庶子。個性善良純真。王女芙蘿拉肩負政略婚姻的使命，被安排遠嫁連恩·拉頓王國的國王連恩。隨行的公國特使艾克斯負責護送芙蘿拉。然而，當芙蘿拉才剛下馬車和連恩開始交談時，就突然遭到人工自爆元素的爆炸暗殺，所幸連恩才剛習得新的古代魔法，能生成一面絕對魔法護盾，吸收一切魔法傷害，從而成功保護了芙蘿拉與自己。這場自爆暗殺行動以失敗告終，僅波及馬車隨行人員，芙蘿拉和連恩均平安無事。而艾克斯則趁著混亂之際逃逸無蹤。
芙蘿拉在這次暗殺事件雖然未受實質傷害，卻仍被爆炸的震動波及，而陷入短暫昏迷。她不久隨即甦醒，剛清醒的她卻驚慌失措地阻止連恩等人靠近，因為她左手早已遭到致命詛咒，任何靠近她的人都可能被詛咒感染。原來負責暗殺行動的公國特務心思縝密，特地預設在自爆暗殺失敗的情況下，埋下致命詛咒當作後手。他們卻沒料到連恩早已習得神聖魔法，能徹底清除一切異常狀態。在連恩施展此魔法後，芙蘿拉手上的詛咒頓時煙消雲散。
此次暗殺事件過後，連恩擔心芙蘿拉回國後可能再次遭到有心人士利用，特意將她留在領地內悉心保護。連恩的這種溫柔關懷舉動，讓芙蘿拉為之情愫暗生。另一方面，連恩對人民的生活也極為關心，把得來不易的高等秘銀，鋪設於道路和建物之上，使整個王國覆蓋著魔導書的效果。這一創舉讓領地內的居民皆可自由使用魔法，能將原本拿來攻擊敵人的魔法，轉化為生活所需的各式魔法，例如燈火照明、爐火烹煮、供水系統等，這些都能透過魔法實現。隨著各式生活機能的完善，王國也變得更加舒適宜居。連恩對人民的無私關懷令芙蘿拉備受感動，自此對連恩產生了傾慕愛戀之情。
希拉·奧斯特雷姆
基斯塔多爾王國第19代王女，奧斯特雷姆家初代當主。個性嬌蠻羞澀。喜歡以高傲的態度來掩飾內心的羞怯。按理來說她貴為王族，不應以某貴族家初代當主的身份自居，然而本作並未講述為何作此種人物設定。似乎類似「臣籍降下」，通常肇因於擁有繼承權的王族子女太多，當朝國王把繼承順位靠後的子女們分封成貴族，自此脫離王族身份，正式被貶為臣屬。希拉應是被封為某個貴族，才會以奧斯特雷姆家初代當主的身份自稱。希拉還宣稱自己是基斯塔多爾王國的龍騎兵隊長，龍騎兵是該王國以高度忠誠和驍勇善戰著稱的騎兵部隊，其威名在周邊國家廣為流傳。
希拉進入連恩·拉頓王國後，毫不猶豫地向連恩下了戰帖，提出要和他進行一場單挑決鬥，這是同為戰士之間的以拳交心，由她來鑑定是否值得讓兩國建立同盟。她甚至打趣的說，一般來講男女之間若要迅速相互理解，直接進行肉體親密行為是最快的方法，但考慮到她自己仍是處女，而連恩又只是個12歲的孩子，男女直接交媾相互了解，這種方法顯然不可能實行，只能退而求其次，採用單挑決鬥的方式以拳交心。希拉的這番話詞既直率又奇特，讓現實世界早已步入中年的連恩啞口無語，感嘆這人似乎是個讓人無法理解的王女。兩人為此激鬥了一場，最終希拉仍敗於連恩之手，但對他卓越的魔法能力驚嘆不已，她爽快地誇讚連恩，如果你是在我們國家，我一定會推薦你擔任首席宮廷魔術師。
希拉在後續迎賓館的談判中，直言封印之地是「龍之王冠」，龍之王冠不要碰，一碰國家就會滅亡，這句話是基斯塔多爾王國的自古祖傳教訓。由於連恩身上帶有拉頓附身的氣息，這是絕世強者的證明，希拉所帶領龍騎兵是騎在龍身上，這些龍遇到連恩全部心驚膽顫，這也顯示連恩繼承了「龍之王冠」的全部力量。基於這些理由，希拉表示希望和連恩締結兩國互不侵犯的軍事條約，連恩則同意了她的提案。
隨著時間的推移，有次希拉突然前來拜託連恩，懇請他拯救瀕臨滅絕的魔物皮林克斯，皮林克斯是一種毛茸茸的白色圓球狀魔物，性格溫和順從、外表可愛迷人，棲息在希拉領地西南的希姆森林裡。然而，最近這種魔物卻成為獵人公會的D級任務懸賞，受到人類無情地競相圍捕，使這種魔物族群遭遇滅絕危機。古道熱腸的連恩聽聞後，當即表示願意幫忙，由於希拉身為王女，若在她自己領地內公開進行生物救援，她的王女身份恐會使此事異常敏感。為了掩人耳目，連恩施展變形魔法，將自己變為成年後的青年樣貌，希拉則被變成了十幾歲的幼女體態。當希拉看到連恩成年後的模樣，長相極為俊俏飄逸，竟一時心蕩神馳，她悸動的心久久不能平復，自此對連恩產生春心蕩漾之情。

### 連恩·拉頓王國關係者
德古拉
出現在連恩·拉頓王國境內的魔物。個性倔強凶悍、桀驁不馴。德古拉是數百年才會誕生一次的吸血鬼變異種，與普通吸血鬼不同，他不畏懼陽光，並擁有極強的統率力。只要他一現身，場上所有吸血鬼的力量都會因此提升，並且變得狂暴無法控制。德古拉在封印之地以啃咬的方式感染一般生物，逐步擴大自己的吸血鬼族群。其族群規模在最高峰時曾達到一萬人，這些被感染的吸血鬼完全效忠於他，遵從他的指揮行動。
德古拉拒絕連恩提出的共存提案，甚至狂妄地聲稱要將所有劣等種族全部感染為吸血鬼。面對這種情況，連恩別無選擇只能與其正面對決。然而，德古拉這種魔物有著不死之身，能以極快速度恢復自身的損傷，連恩雖嘗試用魔法攻擊，卻發現無法真正擊敗對方。連恩索性改變策略靈活對應，把德古拉封入黑色發酵箱中，任其自然發酵風化。這個特殊的箱子能加速時間流逝，箱內一小時相當於外界一年。僅僅不到半天時間，德古拉就因自我腐蝕而徹底風化殆盡，這也證明了即使號稱不死之身，實際上也並非真得無懈可擊。隨著德古拉的消滅，他所引發的騷亂也被連恩一併平息。
阿爾卡德
連恩·拉頓王國的住民，貴族吸血鬼族的青年。他原本是純吸血鬼，極為懼怕日光。與連恩締結從屬契約後，不僅會獲得回春效果，生物外觀也會隨之發生明顯變化。這種改變能使他們回復到肉體的最佳狀態，魔物能據此進化為更高階的物種，整體能力也隨之大幅提升。純吸血鬼被使役才得以進化成貴族吸血鬼，外表樣貌已與人類幾乎無異，看起來就像一般正常人類，只是耳型略顯尖長。除此之外，在連恩的高等使役魔法加持下，貴族吸血鬼已不再懼怕陽光，能夠像普通人類一樣在日光下生活。這種高等使役魔法是連恩自行開發的新魔法，能夠引導被役使的魔物進化，並賦予他們一些特殊能力，例如不怕陽光，從而使他們朝這些特殊能力的引導下，進化為全新物種。
純吸血鬼族原本就棲息在封印之地，這個族群非常懼怕陽光，白天會躲藏起來，僅在夜晚活動，過著極為低調和靜謐的生活。然而，隨著變種吸血鬼德古拉的出現，使得整個吸血鬼族群變得狂暴無法控制。連恩以武力徹底擊潰德古拉，將其完全消滅，邀請他們遷至新建立的連恩·拉頓王國，在王國的庇護下安心生活，並將他們逐一使魔化，同時替每位貴族吸血鬼命名。
阿爾卡德原本是一隻純吸血鬼，進化為貴族吸血鬼後，連恩任命他擔任貴族吸血鬼族的族群首領。貴族吸血鬼族之後在王國裡，負責擔任諜報工作，同時也是一群勤奮生活的普通居民。貴族吸血鬼的外表和一般人類無異，而且還具備潛藏於人類影子底下的能力，能悄然無聲地監聽人類的談話，對於時常遭受鄰近三大國侵擾的連恩王國而言，他們居於幕後的諜報工作極具價值，提供了至關重要的情報貢獻。阿爾卡德有別於男巨人蓋伊，他在本作的戲份相當少，除了在與吸血鬼相關的章節中稍作登場外，在其它一般章節中幾乎看不見任何身影，是非常影薄的存在，自然也無法看到他活耀在連恩的後宮陣容裡。
格拉庫
夏米爾王國的宮廷建築技師，種族為矮人族。擁有卓越的建築技術，他忙於興建國王的豪華離宮，早已分身乏術。在第一王女史嘉蕾的引薦下，連恩以他為召喚樣本，從他身上採集了契約召喚魔法。自此以後，連恩即可隨時隨地召喚出他的分身，在新成立的連恩·拉頓王國裡，連恩指派這些分身大舉興建各式房屋，進行各種基礎建設。
史萊倫
連恩·拉頓王國的住民。史萊姆魔物。能開口說話，還能使用魔法，是如同吉祥物般可愛的存在。
史萊蓬
連恩·拉頓王國的住民。史萊姆魔物。能開口說話，還能使用魔法，是如同吉祥物般可愛的存在。

### 漢彌頓伯爵家關係者
雷蒙（聲：子安武人）
某個身份不明的人物。他與漢彌頓伯爵家之間似乎有著夙怨，他認為最危險的地方往往是最安全的，於是特意逃到伯爵的領地內躲藏，卻偶然遇到正在練習魔法的連恩。這名神秘人物從連恩身上看到非凡的魔法天賦，就開始指導連恩如何同時使用多個魔法，是連恩施展多重魔法的啟蒙老師。雷蒙贈予連恩一枚「魔法百科」戒指，這枚戒指內藏一百冊魔法書，蘊含超過300種以上的魔法。這戒指具有特殊功能，能將持有者尚未學習的魔法轉化為詳細的魔法使用教學，完整儲存在戒指內。自此以後，戒指持有者不必再攜帶繁重的魔法書，只需隨時取用戒指中的魔法資料進行學習即可。他把戒指交給連恩，並且向連恩講述戒指的使用方法後，就悄然無息地離開了。
布魯諾·漢彌頓（聲：廣瀨裕也）
漢彌頓伯爵家的四子。個性恬適隨性。對於人生抱持著隨遇而安的豁達態度，時常以調侃自嘲的語氣，輕描淡寫地提及自己家族的尷尬處境。他的年紀僅比弟弟連恩稍長一歲。有一日連恩向他提到想學習魔法，他隨口提及自家書庫藏有魔法書，若想看可以自行到書庫翻找，這看似不經意的一句話，卻是連恩日後成為舉世聞名魔法師的重要契機。他當時還特意提醒連恩，不要浪費時間在學習魔法上，畢竟擁有魔法天賦的人極為罕見，通常只有在幾百人、幾千人之中才僅有一人得以學會，並非普通人能擁此種天份資質。
伯爵查爾斯已經與某個下級貴族家談妥了婚事，計劃讓布魯諾入贅到這個家族裡當壻養子，雖然這個貴族家在財力上無法與伯爵家相比，但至少能讓他成為這個家族的第一代當主，建立自己的基業。 隨著時間的推移，布魯諾注意連恩·拉頓王國王國已逐漸成型，而封印之地正好位於周圍三個大國的交界處，各國往來都會在附近經過，這塊土地顯然具有巨大的商業發展潛力。於是他主動向連恩請求，讓他在此地從事商業活動，連恩也欣然同意。
查爾斯·漢彌頓（聲：乃村健次）
漢彌頓伯爵家的當主。由於夏米爾王國有一個特殊規定，這個國家的貴族並非世襲罔替，每個貴族家在傳承三代後，若仍未立下功績，自第四代起就得取消爵位降為庶民，查爾斯恰好是這個伯爵家的第三代當主，正為自己家族即將失去貴族身份一事而煩惱不已，他費盡心思尋求延續爵位的方法，其中一個辦法是解開領地內魔龍拉頓的封印。查爾斯雖試圖藉由擊敗拉頓來獲取功績，讓家族的貴族身份得以再延續三代。然而，拉頓的實力卻遠遠超乎他的預期，己方的征討隊伍不僅未能擊敗拉頓，反而還因此遭受慘重的傷亡，最終查爾斯只能勉強再度封印拉頓。無計可施的他，只剩下一個辦法，就是生下一個女兒圖謀與王室聯姻，藉此延續家族的貴族地位。在本作的初始開端，查爾斯的側室剛為他生下一名女兒，對於已連續育有五個兒子的伯爵家而言，這無疑是值得慶賀的好消息。也正因如此，查爾斯將大部份精力，放在長子兼繼承人亞爾普列彼托、和新出生的女兒身上，對其它事務則顯得冷淡漠視。
亞爾普列彼托·漢彌頓（聲：木島隆一）
漢彌頓伯爵家的長子。伯爵家未來的正式繼承人。個性冷酷無情，有著強烈的嫉妒心。然而他卻屬於第四代貴族，在接受繼承的同時，就會使整個家族降為庶民。由於五弟連恩擁有卓越魔法天賦，他因此對連恩抱有極大的敵意，十分忌憚連恩可能威脅自己的繼承地位。為了排除這個隱患，他似乎暗中謀劃了某個計謀，刻意將連恩介紹到獵人公會，希望連恩將精力集中在狩獵魔物上，就此遠離伯爵家。隨著時間推移，連恩在魔法方面的傑出表現獲得了廣泛的讚譽，這令他感到極度不安，深怕自己的繼承地位就此動搖，他索性主動出擊，帶領隨從解開了魔龍拉頓的封印，試圖藉由擊敗拉頓來建立功績。但事情並未如他所願，他的力量根本無法與拉頓匹敵，不僅自己身受重傷，隨行人員也嚴重受傷。正當危急關頭，幸有連恩趕來救援，及時擊敗拉頓的子嗣幼龍，才化解了這場危機。

### 獵人公會關係者
獵人公會會長
獵人公會的會長。外表濃眉大鬍。他親自主持使魔儀式，見證艾絲娜、朱蒂與連恩締結從屬契約，兩人自此成為連恩的使魔。在伯爵家長子亞爾普列彼托引發的騷動裡，由於其擅自解除拉頓的封印，導致大部份隨行的獵人公會人員嚴重受傷，他對此頗有微詞，特別不滿亞爾普列彼托拙劣的領導能力，他認為無能的領導者根本毫無建樹，只會盲目地帶領部下疲於奔命。相較之下，連恩自掏腰包提供10公斤沙金，作為公會受傷人員的慰勞，他對此心懷感激，甚至情不自禁地脫口說出，如果伯爵家未來當主是你就好了。
路人A級獵人三人組
獵人公會的A等級獵人。名字分別為霍克（ホーク）、賽塔（セタ）、媞瑟（ティセ）。這三人是獵人公會裡的武鬥派獵人，他們組成一個固定的小隊，總是集體行動，專門接受討伐類型的任務委託。這次他們接受了獵人公會的任務指派，前往連恩·拉頓王國討伐聚集在該處的眾多魔物。未料才剛開始行動，就被王國的人狼克莉絲輕鬆擊敗，連恩也勸諫他們，封印之地已成為魔物建立的國家，請求他們不要在此處挑起事端。他們雖被輕而易舉地擊敗，但為了使委託任務能夠順利交差，特地央請連恩接受戰力測試，如果測試結果顯示對方的實力過於強大，則可依任務難度過高為藉口，合理放棄此次任務。連恩欣然同意他們的請求，在他們面前同時施放一連串魔法攻擊，轉瞬之間就將戰力計測人偶擊垮，如此驚人的魔法實力讓這三人驚恐萬分，心悅誠服地放棄了任務。
連恩特地帶領他們參觀王國內的市容，讓他們見識這座城市高度發達的生活機能，街道上隨處可見用於照明、取暖、供水等各類生活便利魔法，整體文明程度之高令人驚嘆，讓他們三人印象非常深刻，因而對連恩·拉頓王國心生敬佩。相比之下，周圍的三個大國顯得格外落後，彷彿還處於未開化的階段。參觀途中，他們在街道上巧遇後宮成員朱蒂，朱蒂曾長期待在獵人公會，是一位經驗豐富的資深前輩，許多獵人在新手時期都曾受過她的提攜照顧。朱蒂毫不客氣地當眾揭露三人年輕時的糗事，仔細地數落了一遍，讓這三人瞬間羞愧得無地自容。三人之後回到獵人公會，坦率地匯報情況，他們評估此地太過危險，屬於「極度危險無法碰觸等級」，建議公會切勿再對此地指派任何討伐任務。

### 夏米爾王國關係者
詹姆斯·史丹利
夏米爾王國某個地位顯赫的貴族。伯爵查爾斯與其長子亞爾普列彼托，兩人均懷著謹慎敬畏的心情恭迎他的到來，足見此人身份的尊貴。他與連恩的啟蒙老師雷蒙交情匪淺，對連恩手上戒指「魔法百科」的來歷頗感好奇，並在詳細詢問後得知，雷蒙已將連恩收為弟子。他之後呼喚隨從賽門，站在原地接受連恩的魔法攻擊，藉此測試他的魔法實力。在見識到連恩卓越的魔法才華後，他授予連恩騎士爵位。在貴族爵位劃分裡，騎士屬於準貴族的榮譽銜稱，距離正式貴族爵位僅一步之遙。
賽門
詹姆斯的隨從。負責保護詹姆斯的安全，他依照詹姆斯的指示，擔任連恩魔法威力的測試對象，站在原地接受連恩的魔法攻擊。在連恩連續施展一連串魔法後，儘管賽門具有魔法障壁的保護，卻仍被突破屏障，被隨之而來的數道魔法擊中，來不及閃躲。
雷奧納多·巴克利
夏米爾王國的侯爵。他作為夏米爾王國的特使，與連恩展開政治談判。夏米爾王國似乎暗中籌劃著某種計謀，表面上以和緩連恩·拉頓王國之間的關係為由，尋求兩國建立同盟，並提議將王女史嘉蕾作為和親對象，要把她嫁給連恩。當時史嘉蕾亦在談判現場，對於她自己被安排政略結婚一事毫不知情，雷奧納多則完全無視她的存在，似乎只想藉此機會進行政治試探，探查連恩·拉頓王國的整體戰力實情。果然不久之後，夏米爾王國背地裡悄然集結兩萬大軍突襲連恩領地。
尼克·諾斯
夏米爾王國的特使。夏米爾王國出兵兩萬人進攻連恩·拉頓王國，卻遭到連恩的沉重打擊慘敗而歸。夏米爾王國戰敗後，派出特使尼克前往協商，向連恩提出清理戰場的請求，希望將戰場上陣亡的大量士兵遺體運回國內。
哈雷·伊斯特
夏米爾王國的侵攻指揮官。他負責率領夏米爾王國兩萬大軍進攻連恩·拉頓王國，卻在戰場上遭到連恩施展的強大範圍魔法重創，瞬間造成部隊超過八成人數的傷亡。敗退回國後，他在王國高層面前伏跪請罪，並且詳盡匯報整場戰爭的始末過程，供王國高層據此進行戰後檢討。
烏路斯·威爾
夏米爾王國的親衛軍總隊長。他是夏米爾王國少數頭腦清醒的高層，在王國進攻連恩領地慘敗而歸後，他參與了戰後檢討會議，冷靜地分析敵方陣營的戰略佈局，推斷連恩的陣營裡至少有兩名以上的智囊軍師。他的分析大致正確，但其中有一處誤判，他認為連恩並非會採納旁人建議的君主，這一推測基於他對夏米爾王國內部的觀察，因為該國的高層普遍傲慢自負，鮮少有人願意放下身段聆聽他人的意見。
烏路斯還附帶提到，如果這些作戰策略是由連恩親自制定，那麼他必定是一位具備柔軟身段，且善於採納他人建議的賢王。儘管自身已擁有堪比大魔導士級別的魔法實力，卻絲毫不驕傲自恃，願意傾聽他人意見，並採取不同的攻擊策略。事實也是如此，作戰策略的確是由連恩和拉頓共同擬定，而連恩也虛心地接受拉頓提出的攻擊建議。
烏路斯之後親自前往連恩·拉頓王國展開交涉，與連恩面對面會談，並特地贈送了一本魔導書。連恩接過魔導書後，隨即迅速將書中魔法全部精通，這種學習速度讓他驚嘆不已。為表禮尚往來，連恩也回贈了一瓶精釀紅酒。烏路斯再度舊事重提，依然提出要把王女史嘉蕾嫁給連恩，希望以此修復兩國關係。
事畢回國後，烏路斯再度參加戰後檢討會議，直言連恩根本是披著人皮的怪物，比魔物還要危險，不僅能將剛拿到手的魔法書瞬間精通，還能使用時間魔法，藉助神秘的黑色發酵箱快速釀造出美酒。除此之外，他也察覺到連恩身邊似乎有一名智囊軍師存在，但沒意識到那其實是附身在連恩體內的拉頓，他誤以為連恩透過某種方式，和那名軍師隨時保持聯絡。
漢普頓·杜蘭特
夏米爾王國的兵務大臣。他是夏米爾王國少數頭腦清醒的高層，在王國進攻連恩領地慘敗而歸後，他參與了戰後檢討會議，冷靜地分析敵方陣營的戰略佈局，推斷連恩的陣營裡至少有兩名以上的智囊軍師。他進一步指出，連恩一方面以小技夜襲騷擾我方陣地，使我方疲於奔命；另一方面又採用大技範圍魔法，對我方人員造成毀滅性打擊。這兩種戰術分工明確，顯然來自兩個不同的策劃者之手。事實也與他的分析完全吻合，作戰策略是由連恩和拉頓共同擬定，連恩首先採用小規模騷擾戰術滋擾敵方，之後根據拉頓的建議，以大範圍魔法結束戰局，徹底擊潰敵軍。
戴維特·馬修·夏米爾
夏米爾王國第三王子。個性專橫跋扈，在夏米爾王國進攻連恩領地失敗後，他被派往連恩·拉頓王國，作為夏米爾王國簽約代表，準備簽訂兩國的友好和平條約。然而，戴維特在這段期間的行為舉止卻嚴重失態，多次調戲迎賓女僕，舉止極為輕佻無禮。為此連恩使用新開發的錄影魔法，將他的失態行為全程記錄，並且呈交給教會大主教羅尼審視，羅尼對此嚴厲訓斥了戴維特，才平息了這場鬧劇。最終在羅尼大主教的見證下，夏米爾王國和連恩·拉頓王國正式簽訂了友好和平條約。

### 帕爾塔公國關係者
艾克斯·布拉斯特
帕爾塔公國的使者。負責護送王女芙蘿拉前往連恩·拉頓王國，他奉帕爾塔大公的命令，提出讓王女芙蘿拉作為和親對象，將她嫁給連恩。然而，艾克斯表面上是特使，其真實身份卻是帕爾塔大公的心腹，專門執行暗殺任務的暗部人員。早在送嫁馬車出發前，他就在車內暗中佈置了人工自爆元素，企圖趁連恩迎接芙蘿拉的時機，一舉將兩人同時炸死。他卻沒料到連恩剛習得一種強大的古代魔法，能生成一面絕對魔法護盾，吸收一切魔法傷害，從而成功保護了芙蘿拉與自己。這場刺殺行動以失敗告終，僅波及馬車隨行人員，芙蘿拉和連恩均平安無事。而艾克斯則趁著混亂之際逃逸無蹤。

### 基斯塔多爾王國關係者
凱撒
連恩·拉頓王國的住民。牠原本是嬌俏迷人的皮林克斯，皮林克斯是一種毛茸茸的白色圓球狀魔物，棲息在基斯塔多爾王國王女希拉領地西南的希姆森林裡，牠們的性情溫和順從、模樣可愛迷人，常被人類當作寵物飼養。然而，這種魔物的體質卻異常嬌貴，對外界的壓力極為敏感，即使只是人類輕微撫摸，也可能會因此產生過度生理反應而喪命。牠們最近更被獵人公會列入D級任務懸賞，成為眾人競相圍捕的目標，致使整個族群面臨著滅絕危機。
王女希拉為此特地前來請託，希望連恩能拯救這種瀕臨滅絕的魔物。連恩抵達現場後，邀請他們遷至新建立的連恩·拉頓王國，在王國的庇護下安心生活。由於皮林克斯的族群重生點，是在一棵古老大樹的樹洞裡，這棵高聳的大樹吸收天地靈氣，每隻皮林克斯才得以從樹洞中自然誕生。若要遷移整個族群，就必須先搬遷這棵大樹，這個問題相當棘手，因此連恩專程施展了傳送術，將整棵大樹瞬間移動到連恩·拉頓王國境內，才完成遷徙任務。
凱撒原本是一隻皮林克斯，同時也是整個族群的王，牠是數百年才誕生一隻的稀有種，與連恩締結從屬契約後，進化為棉花糖族，這種新類型魔物具有翅膀可以在空中自由飛翔。除此之外，凱撒天生具備呼喚魔法，能憑自己意志將其他生物傳送到眼前。連恩此時已經具備學習前所未見魔法的能力，只要目睹過一次該魔法的施展過程，就能用憑空想像的方式加以模仿學習，這個魔法也理所當然地被他完整學去。

### 其他人士
羅尼·卡迪納爾
某教會的大主教。該教會的第二號人物，也是普通庶民百姓所能見到的教會最高位神職人員。在這個世界上，有超過六成的人信奉該宗教，使得該教會具有極大的影響力，即使是貴為國王，若一旦被教會指定為異端，也會因此淪為整個世界的敵人，可見該教會在平民心中的份量。夏米爾王國進攻連恩領地失敗後，特地請來大主教羅尼，讓他以教會公證人的身份，見證夏米爾王國和連恩·拉頓王國簽訂友好和平條約。
然而，第三王子戴維特進入連恩領地後，卻多次調戲迎賓女僕，舉止極為輕佻無禮。為此連恩使用新開發的錄影魔法，將他的失態行為全程記錄，並且呈交給大主教羅尼審視，他對此嚴厲訓斥了戴維特，才平息了這場鬧劇。最終在羅尼大主教的見證下，夏米爾王國和連恩·拉頓王國正式簽訂了友好和平條約。簽約完成後，羅尼向連恩發出邀請，希望連恩造訪教會的所在地，並且提議廣邀其餘三大國的國王，一同舉行四王會議。通過這場會議，羅尼向各國施壓，成功迫使三大國正式承認連恩·拉頓王國的存在。

## 用語設定
魔法
這個世界存在著各式各樣的魔法，但具有魔法資質的人卻極為罕見，往往在幾百人、幾千人之中僅有一人可以學會，並非一般人能擁此種天賦資質。在這個世界，知識就是武器，魔法更被視為武器般的重要存在，高等魔法長期被各國王室和貴族壟斷，一般人很難接觸到這類高等魔法書。即使是低階貴族，能取得的魔法書等級也十分有限，大多只能獲得初級魔法書。
施術者對於習得魔法也有著「略懂」和「精通」的差異。略懂魔法者，必須以魔法書為輔助媒介，書不離身才得以施展魔法；精通魔法者，則無需依賴魔法書，能隨心所欲地施展魔法。學習者通常需要歷經長時間的練習魔法和積累經驗，才得以精通該項魔法，並非一朝一夕就能辦到。
學習魔法還存在著魔法經驗值的設定，魔法是根據施術者的使用次數，逐漸累積魔法經驗值，最終才能以精通該魔法。學習者通常必須累積相當多的魔法使用次數，才能達到精通該項魔法的程度。
在本作的設定中，魔法的施展方式還分為「詠唱」和「無詠唱」兩種形式。經由詠唱而施展的魔法，能短暫提高魔力釋放的上限，雖然需要花費較多時間在詠唱上面，但施放出的魔法威力較為強力；無詠唱的魔法，優點是可以快速施展，但施放出的魔法威力較弱。
同時施展多重魔法
同時釋放多個魔法的施法方式。施展多重魔法能以極快的速度累積魔法經驗值，但由於這種施法方式的學習難度極高，往往在百萬人之中僅有一人可以學會，因此又被稱為「秘法」。這種施法方式也有一個缺點，就是魔力消耗約為一般施法的兩倍。
在本作的設定中，同時施放多個魔法，受到質數的數量限制，每個人最多只能同時施放質數個魔法，若同時施放非質數個魔法，則僅有最接近的質數個魔法能成功發動，超過數量的其餘魔法會失效。例如，若同時施放9個魔法，則僅有質數7個魔法能成功施展，其餘2個魔法則無法生效。
詠唱也能提升施展多重魔法的效果。例如，原本在無詠唱的情況下，若僅能同時施展11個魔法，這時若改用詠唱的方式施展魔法，則能一口氣將魔法的同時施展個數，從原本質數11個魔法，提升到質數13個魔法，甚至還可能進一步提升到更高的質數。
雷庫庫洛結晶
一種能瞬間恢復魔力到滿的魔法結晶。其製作方法為施展召喚魔法，先召喚出多個不同屬性的元素精靈，並指揮它們按照多道製作工序，將雷庫庫洛草周圍的泥土聚集一處，逐步精鍊這些泥土，最終才得以形成這種魔法結晶，其精鍊的純度越高，則恢復魔力的效果速率就越好。雷庫庫洛結晶不僅價格昂貴，還具有重要的戰略用途。在夏米爾王國，這種魔法結晶通常僅在應對緊急情況時才會使用，由近衛魔導師團的團長決定使用時機。
連恩只需消耗少量魔力，就能精鍊出高純度的雷庫庫洛結晶，其魔力轉換效率極高，這也成為他日後取巧練功的獨門秘訣。在這個世界中，魔法是根據施術者的使用次數，逐漸累積魔法經驗值，最終才得以精通該項魔法。連恩則開發出一種取巧練功方法，先同時施放多個同種類魔法，衝高該魔法的使用次數，藉此快速累積該魔法的經驗值，魔力若消耗光，則搭配雷庫庫洛結晶，隨時補滿他的魔力，然後再繼續用這方法練功。這種練功方法讓他在短時間內，憑藉著驚人的魔法施展次數，迅速累積魔法經驗值，最終得以精通此項魔法。對比別人必須花上一年半載才能學會某魔法，他則僅需花上數天、或幾小時就能精通該魔法。
魔法的精通有無
某種魔法是否達到精通，對於施放該魔法的效果影響很大。在本作的設定中，對於習得魔法也有著「略懂」和「精通」的差異。略懂魔法者，必須以魔法書為輔助媒介，書不離身才得以施展魔法；精通魔法者，則無需依賴魔法書，能隨心所欲地施展魔法。學習魔法者通常需要歷經長時間的練習魔法和積累經驗，才得以精通該項魔法，並非一朝一夕就能辦到。
一旦精通了某種魔法，不僅無需再依賴魔法書，施放該魔法的效果也會顯著隨之增加。例如，連恩在尚未精通道具箱魔法之前，將物品放入道具箱，若下次再召喚道具箱，則箱子裡的物品會隨之消滅，這個道具箱無法真正保存物品。但在他精通該魔法後，道具箱就具備完整功能，無論放入什麼物品，都不會再被消滅。連恩的其它同類型魔法，例如，黑色發酵箱、異世界空間，也是遵循著同一道理。
值得一提的是，即使已經精通某種魔法，隨著施術者的魔力逐漸成長，所施放的魔法效果也會隨之變強。例如，連恩的異世界空間，初期僅能創造出12公尺見方的異次元空間，但隨著他魔法能力的逐漸成長，他所創造的異次元空間也跟著逐步變大。
使役魔法
讓目標對象與施術者訂立從屬契約的魔法。連恩所身處的世界不僅能役使魔物，甚至可以役使一般人類，將其轉化為自己的使魔。人類或魔物被役使後，不僅會獲得回春效果，生物外觀也會隨之發生明顯變化。這種改變能使他們回復到肉體的最佳狀態，人類能據此覺醒特殊技能，魔物則能進化為更高階的物種，整體能力也隨之大幅提升。
在本作的設定中，施術者的能力若變強，使魔的能力也會相應提升。這種契約魔法也有個缺點，目標對象自此變成施術者的使魔，遵奉施術者為主人，對於主人所下達的命令僅能無條件遵從，完全無法違抗，若想單方面解除從屬契約也相當困難。
除了將目標對象使魔化，若該對象是魔物，施術者通常還會為其命名。在本作的設定中，賦予姓名是一種古老的原初咒法，施術者將自己的意念灌入到名字裡，使目標對象產生魔力共鳴，從而間接增強該對象各方面的能力。這類命名儀式也有個缺點，就是在取名過程中，會額外消耗施術者的魔力，若同時對大量魔物逐一命名，可能會造成施術者暫時性的精神負擔。
隨著時間的推移，連恩更在原本使役魔法的基礎上，進一步開發出高等使役魔法，能引導被役使的魔物，在進化為新物種的過程中，從中添加了某種特殊能力。例如，不怕陽光，他引導著純吸血鬼，朝具備這個特殊能力的方向上，進化為新物種貴族吸血鬼。
傳送魔法
能瞬間傳送到任何地點的魔法。是一種上級神聖魔法，自拉頓賦予連恩右手龍紋力量後，這個魔法就已蘊含於他的右手龍紋裡，只要連恩願意，隨時可以進行學習並且使用。此魔法的傳送人數沒有任何限制，無論是單人或多人均可，但有一個前提，就是施術者本人必須曾經到過目標地點，後續才能以此魔法隨時傳送過去；若施術者從未踏足該地，則無法施展此魔法進行傳送。
三龍戰爭
是一則流傳於夏米爾王國的古老傳說。據說在遠古時代曾有三隻龍，這三隻龍均擁有毀天滅地的能力，但牠們之間卻彼此相互爭鬥。拉頓就是其中的一頭龍，她憑藉著神聖魔法擊敗了另外兩隻龍。那頭龍之後和人類結成合作關係，幫助人類使用神聖魔法建立了一個國家，這個國家就是現今的夏米爾王國。然而，拉頓雖然幫助人類建立王國，卻不知何故被現今的王國封印，並稱她為魔龍。
魔導戰鎧
是一種藉由拉頓之力製造而成的魔法輔助防具。平時以魔偶雕像的型式存在，需要時雕像可以分解為人體各部位的防具，讓人類穿戴在身上。魔導戰鎧還內建了獨有專屬魔法，穿戴者可以直接使用這些內建魔法進行攻擊，這種鎧甲具有強大的魔法攻擊力。但也有個缺點，就是會消耗穿戴者自身的魔力。魔導戰鎧分為三個等級，其中最上級的鎧甲是以黃金打造，又稱為黃金鎧。但黃金鎧的魔力消耗量極高，穿戴者本身必須具備大量魔力，才能承受如此高的魔力消耗，一般人並無深厚的魔法資質，自然無法裝備此類魔導戰鎧。
連恩·拉頓王國對比於周圍三大國，屬於國小民少的艱困處境。在這樣的環境下，王國裡的每位國民都至關重要，不能輕易損耗失去。為抗衡三大國數量龐大的軍隊，連恩王國極需提升每個國民的作戰能力。連恩為此投入魔導戰鎧的應用，他選擇退而求其次，改用高等秘銀打造此類鎧甲，高等秘銀材質能有效降低穿戴者的魔力消耗，同時還保留了鎧甲內建的專屬魔法，能對入侵者施以強烈的魔法攻擊。
由於高等秘銀極為稀有，即使廣泛採集大量礦石進行精鍊，也僅能提取微量的高等秘銀。因此連恩只能另闢蹊徑，研發出鐵製魔導戰鎧，這種鎧甲的魔力消耗更低，但缺點是無任何內建專屬魔法。然而，連恩仍憑藉創意發想克服這種限制，他先施展精靈召喚，讓元素精靈附身在鎧甲上，為鎧甲附加獨有元素魔法，連恩甚至和這些鐵製鎧甲締結從屬契約，將它們使魔化並且逐一命名，進一步提升這些鎧甲的整體能力。雖然鐵製魔導戦鎧在魔法攻擊強度上，仍劣於高等秘銀製成的鎧甲，但對穿戴者的魔力消耗卻極小，此種新型鎧甲也成為連恩的一項創意之作。

## 出版書籍

### 輕小說
| 冊數 | ToBooks        | ToBooks                |
| 冊數 | 發售日期       | ISBN                   |
| ---- | -------------- | ---------------------- |
| 1    | 2020年2月10日  | ISBN 978-4-864-72921-5 |
| 2    | 2020年5月9日   | ISBN 978-4-864-72981-9 |
| 3    | 2020年8月8日   | ISBN 978-4-866-99030-9 |
| 4    | 2020年11月20日 | ISBN 978-4-866-99084-2 |
| 5    | 2021年7月20日  | ISBN 978-4-866-99274-7 |
| 6    | 2022年7月9日   | ISBN 978-4-866-99566-3 |
| 7    | 2023年9月20日  | ISBN 978-4-866-99949-4 |
| 8    | 2024年3月15日  | ISBN 978-4-867-94120-1 |
| 9    | 2024年10月19日 | ISBN 978-4-867-94342-7 |
| 10   | 2025年1月15日  | ISBN 978-4-867-94430-1 |
| 11   | 2025年4月19日  | ISBN 978-4-867-94548-3 |

### 漫畫
| 冊數 | ToBooks       | ToBooks                |
| 冊數 | 發售日期      | ISBN                   |
| ---- | ------------- | ---------------------- |
| 1    | 2020年9月1日  | ISBN 978-4-866-99043-9 |
| 2    | 2021年2月15日 | ISBN 978-4-866-99131-3 |
| 3    | 2021年8月16日 | ISBN 978-4-866-99301-0 |
| 4    | 2022年3月1日  | ISBN 978-4-866-99464-2 |
| 5    | 2022年8月16日 | ISBN 978-4-866-99645-5 |
| 6    | 2023年3月1日  | ISBN 978-4-866-99793-3 |
| 7    | 2023年9月15日 | ISBN 978-4-866-99945-6 |
| 8    | 2024年3月15日 | ISBN 978-4-867-94112-6 |
| 9    | 2025年1月15日 | ISBN 978-4-867-94408-0 |
| 10   | 2025年2月15日 | ISBN 978-4-867-94456-1 |

## 電視動畫

### 製作人員
- 原作：三木奈沙
- 原作漫畫：秋咲理央（作畫）
- 導演：石倉賢一
- 系列構成：高橋龍也
- 角色設計：大塚美登理
- 色彩設計：佐野瞳
- 美術監督：片野坂悟一
- 攝影監督：小西庸平
- 音響監督：龜山俊樹
- 音樂：桶狹間有紗
- 動畫製作：Studio Deen、Marvy Jack

### 主題曲
片頭曲Wonderlust!!
主唱：saji，作詞、作曲：，編曲：saji、中島生也。
片尾曲JOY!!
主唱：岡咲美保，作詞、作曲、編曲：西川佐助。

### 各話列表
| 話數 | 標題                       | 劇本     | 分鏡              | 演出       | 作畫監督                                                                                       | 總作畫監督        | 首播日期      |
| ---- | -------------------------- | -------- | ----------------- | ---------- | ---------------------------------------------------------------------------------------------- | ----------------- | ------------- |
| #1   | 連恩，初次嘗試使用魔法     | 高橋龍也 | 石倉賢一          | 葛西良信   | BigOwl                                                                                         | 大塚美登理        | 2025年 1月7日 |
| #2   | 連恩，嘗試成為冒險家       | 山田花名 | 島津裕行          | 小野田雄亮 | 南伸一郎 木下由美子 Revival                                                                    | 大塚美登理        | 1月14日       |
| #3   | 連恩，嘗試和魔龍談話       | 梧桐翔太 | 島津裕行          | 芝幹太     | 日影工房 seed                                                                                  | 大塚美登理        | 1月21日       |
| #4   | 連恩，嘗試把精靈變為使魔   | 高橋龍也 | 渡邊慎一          | 渡邊真彥   | 李偉峰 趙小川 王烈偉 吳存 梓宏 文悉達 拓銳達 陳凱 顧斌 馬爾斯 studio cat                       | 大塚美登理        | 1月28日       |
| #5   | 連恩，嘗試和王女締結婚約   | 山田花明 | 松園公            | 前園文夫   | 日影工坊                                                                                       | 大塚美登理        | 2月3日        |
| #6   | 連恩，嘗試製作無雙裝備     | 梧桐翔太 | 葛西良信          | 葛西良信   | 吉田肇 Revival STUDIO CL                                                                       | 大塚美登理        | 2月10日       |
| #7   | 連恩，嘗試和德古拉戰鬥     | 山田花明 | 小俣真一          | 藤代和也   | 陳如水 居朝剛 丘 徐蕭田 陳強 鄧婷                                                              | 大塚美登理 武志鵬 | 2月17日       |
| #8   | 連恩，嘗試成為約定之地的王 | 高橋龍也 | 渡邊慎一          | 村田尚樹   | Revival Reboot                                                                                 | 大塚美登理        | 2月24日       |
| #9   | 連恩，嘗試和少女談話       | 梧桐翔大 | 松園公            | 村田尚樹   | 南伸一郎 Revival 4tune STUDIO CL                                                               | 大塚美登理        | 3月3日        |
| #10  | 連恩，嘗試創造海洋游玩     | 梧桐翔大 | 西田正義 石倉賢一 | 石山貴明   | 田村和彥 studio cat 淮南像素映畫 Studio PAPER CRANES 核聚變動畫 光之園動畫 無錫七彩動画 BigOwl | 大塚美登理 武志鵬 | 3月10日       |
| #11  | 連恩，嘗試建造魔法都市     | 山田花名 | 松園公            | 前園文夫   | Revival seed                                                                                   | 大塚美登理        | 3月18日       |
| #12  | 連恩・拉頓王國             | 高橋龍也 | 石倉賢人 渡邊慎一 | 葛西良信   | 南伸一郎 木下由美子 吉田肇 日影工房 Revival                                                    | 大塚美登理        | 3月25日       |

### 播映平台
| 播放時間       | 播放時間（UTC+9）              | 播放電視台 | 播放地區   | 備註  |
| -------------- | ------------------------------ | ---------- | ---------- | ----- |
| 2025年1月7日—  | 星期二 1:30–2:00（星期一深夜） | 東京電視台 | 關東廣域圏 |       |
|                | 星期二 20:00–20:30             | AT-X       | 日本全域   | [ a ] |
| 2025年1月10日— | 星期五 0:30–1:00（星期四深夜） | BS日本     | 日本全域   |       |

| 播映地區 | 播映平台    | 播映日期      | 播映時間             | 備註  |
| -------- | ----------- | ------------- | -------------------- | ----- |
| 部分地區 | Crunchyroll | 2025年1月7日— | 星期二 2:15（UTC+8） | [ 5 ] |

### BD / DVD
| 卷數 | 發售日期      | 收錄話數 | 規格編號  | 規格編號  |
| 卷數 | 發售日期      | 收錄話數 | BD        | DVD       |
| ---- | ------------- | -------- | --------- | --------- |
| BOX  | 2025年4月25日 |          | KWXA-3266 | KWBA-3267 |

## 外部連結
- 小說官方網站（日語）
- 漫畫官方網站（日語）
- 動畫官方網站（日語）
- 電視動畫的X（前Twitter）（日語）